# Crossotus saxosicollis
Crossotus saxosicollis är en skalbaggsart som beskrevs av Leon Fairmaire 1893. Crossotus saxosicollis ingår i släktet Crossotus och familjen långhorningar. Inga underarter finns listade i Catalogue of Life.